# Église de la Trinité de Porto
Pour les articles homonymes, voir Église de la Sainte-Trinité.
L'église de la Trinité  (portugais : Igreja da Trindade) est une église de la ville de Porto au Portugal, située sur la Praça da Trindade derrière le bâtiment de l'hôtel de ville de Porto.
Elle a été construite tout au long du XIXe siècle, selon un projet de l'architecte Carlos Amarante (inhumé dans cette église).
L'église fut ouverte au culte le 5 juin 1841.
On dit qu'ici eut lieu une vision de la Sainte Trinité, et des anges chantant le Tantum Ergo Sacramentum, à la voyante et thaumaturge Guilhermina, qui eut aussi des visions de Notre-Dame.
Dans le chœur, se détache le grand panneau du peintre José de Brito, représentant le Baptême du Christ,.